# Kommissarbefehl

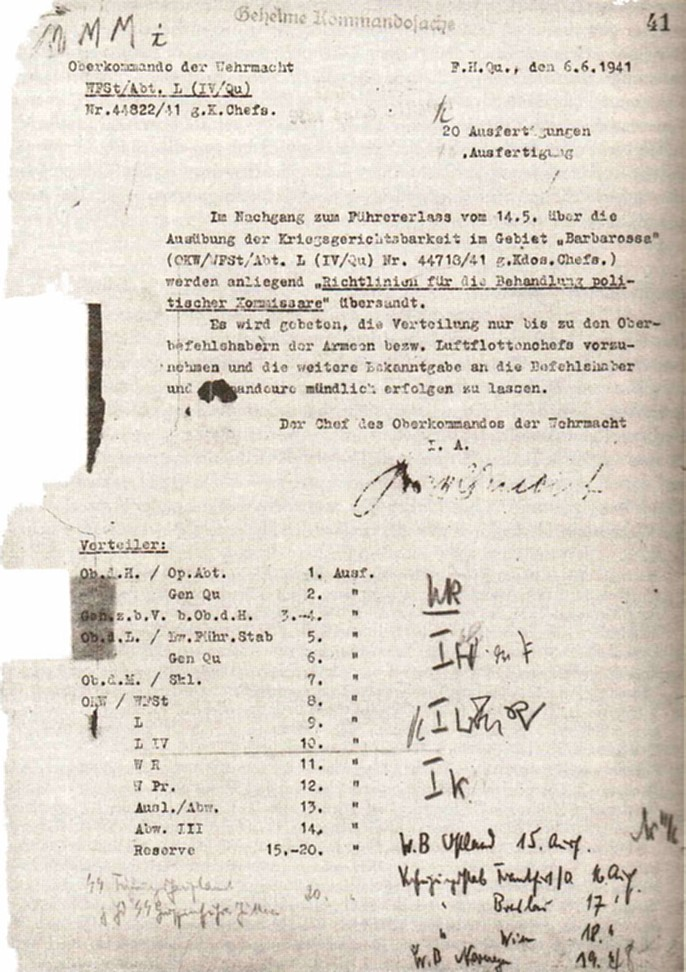
Anschreiben des Kommissarbefehls

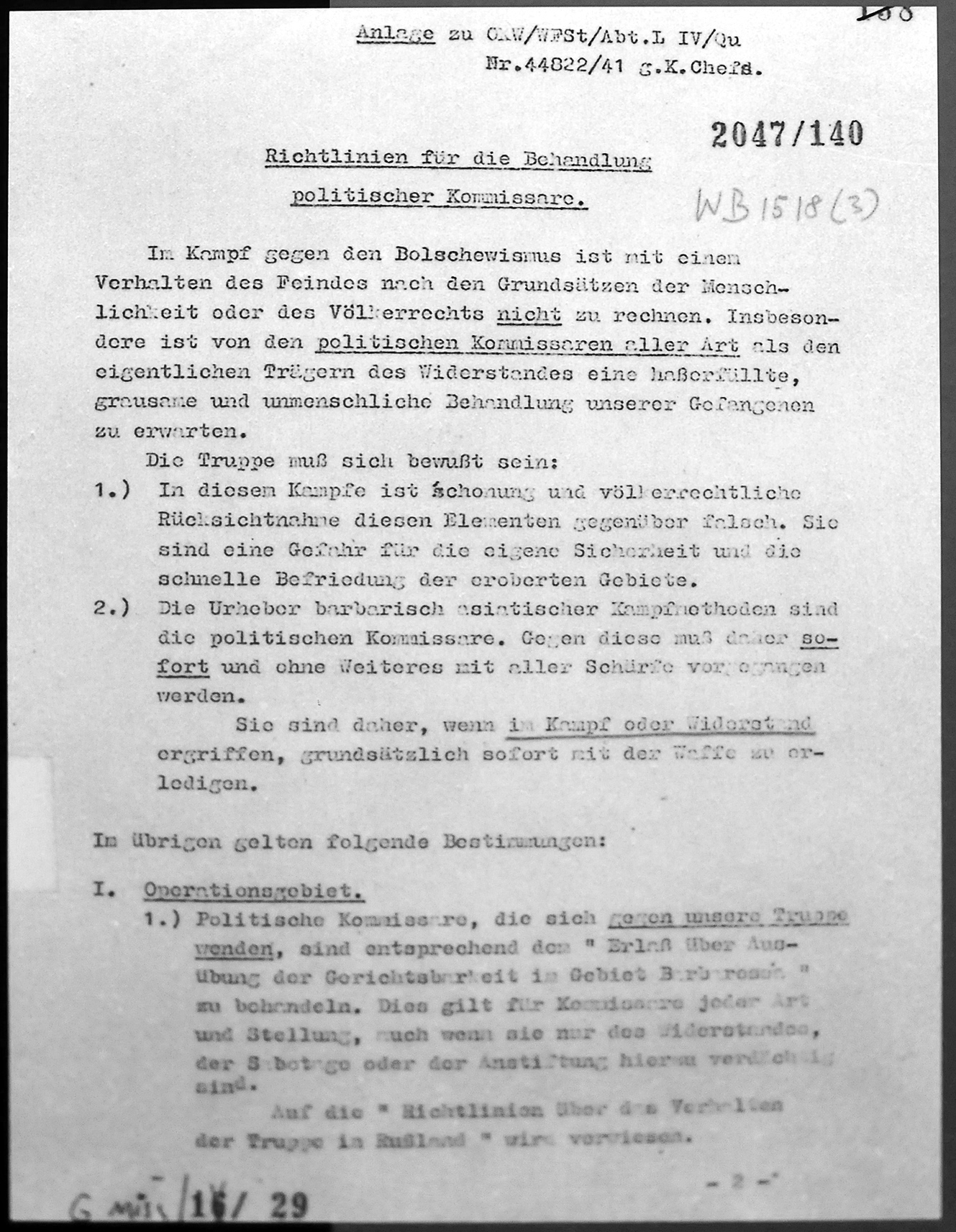
Kommissarbefehl Seite 1 im Dokumentationszentrum Reichsparteitagsgelände

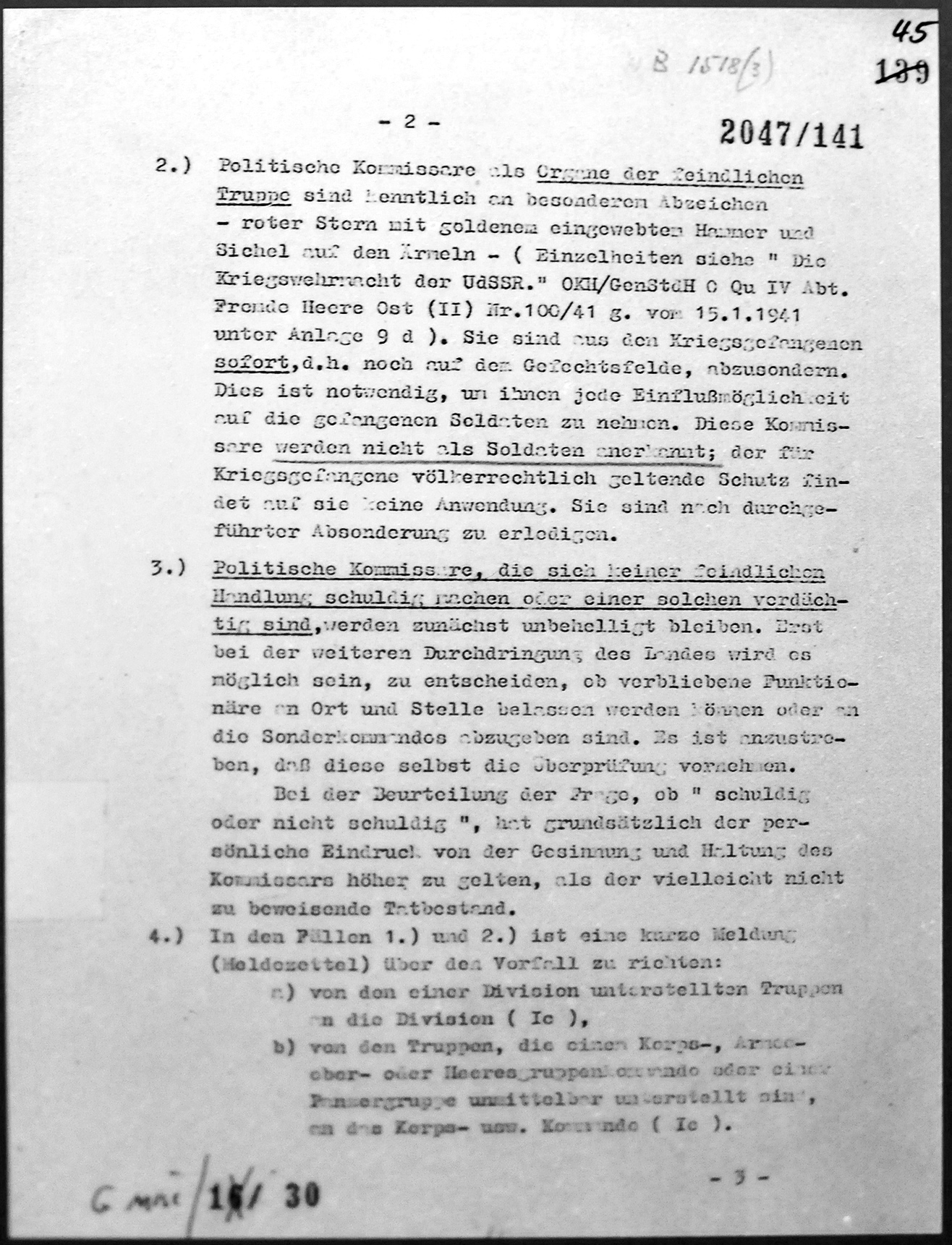
Kommissarbefehl Seite 2

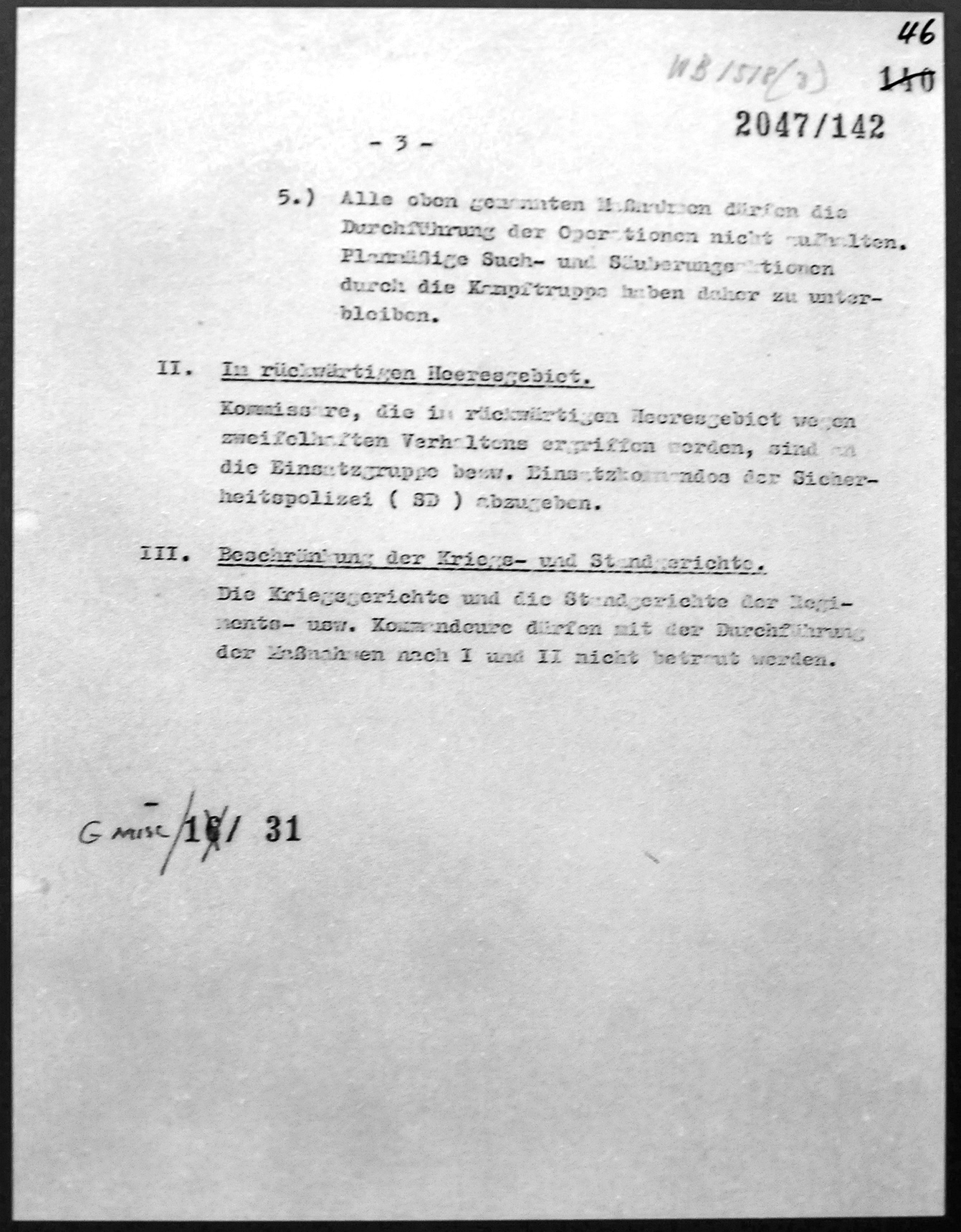
Kommissarbefehl Seite 3

Der sogenannte Kommissarbefehl – offiziell Richtlinien für die Behandlung politischer Kommissare – vom 6. Juni 1941 ist der bekannteste verbrecherische Befehl der deutschen Wehrmacht im Krieg gegen die Sowjetunion während des Zweiten Weltkrieges. Er enthielt die Anweisung, Politkommissare der Roten Armee nicht als Kriegsgefangene zu behandeln, sondern sie ohne Verhandlung zu erschießen.

## Wesentliche Punkte
Die „Richtlinien“ wurden unter federführender Leitung von Generaloberst Alfred Jodl, Chef des Wehrmachtführungsstabes beim Oberkommando der Wehrmacht (OKW), festgelegt. Im Nürnberger Prozess gegen die Hauptkriegsverbrecher stellte der Internationale Militärgerichtshof in seinem Urteil gegen Wilhelm Keitel, Chef des OKW, fest:
Der Befehl wurde am 6. Juni 1941 kurz vor dem „Unternehmen Barbarossa“ in Zusammenarbeit von OKW und OKH vom OKW erlassen und sollte an die Kommandeure nur mündlich weitergegeben werden. Im Befehl, für dessen Formulierungen Generalstabschef Franz Halder „maßgebliche Verantwortung“ trug, heißt es:

„Politische Kommissare als Organe der feindlichen Truppe sind kenntlich an besonderen Abzeichen – roter Stern mit golden eingewebtem Hammer und Sichel auf den Ärmeln. […] Sie sind aus den Kriegsgefangenen sofort, d. h. noch auf dem Gefechtsfelde, abzusondern. Dies ist notwendig, um ihnen jede Einflussmöglichkeit auf die gefangenen Soldaten abzunehmen. Diese Kommissare werden nicht als Soldaten anerkannt; der für die Kriegsgefangenen völkerrechtlich geltende Schutz findet auf sie keine Anwendung. Sie sind nach durchgeführter Absonderung zu erledigen.“

Ebenso sollten „politische Kommissare aller Art“, nämlich zivile Hoheitsträger und politische Leiter, liquidiert werden, „auch wenn sie nur des Widerstandes, der Sabotage oder der Anstiftung hierzu verdächtig“ seien.
An anderer Stelle heißt es: „Politische Kommissare, die sich keiner feindlichen Handlung schuldig machen oder einer solchen verdächtig sind, werden zunächst unbehelligt bleiben.“ Erst später sei zu entscheiden, ob diese Personen an die Sonderkommandos abzugeben seien. Diese Überprüfung solle möglichst vom Sonderkommando selbst vorgenommen werden.
Im vorletzten Entwurf lautete die genaue Formulierung: „Politische Kommissare […] sollen zunächst unbehelligt bleiben.“ Adolf Hitler erhielt vermutlich mit Vorbedacht eine geänderte Fassung vorgelegt, in der „sollen“ durch „werden“ ersetzt worden war und die daher unterschiedliche Deutungsmöglichkeiten zulässt.

## Reaktionen
Einige militärische Befehlshaber, darunter von Manstein und auch das Amt Ausland/Abwehr machten Bedenken gegen den Kommissarbefehl geltend. Ihnen wurde jedoch von Wilhelm Keitel, Chef des OKW, erklärt:

„Die [geäußerten] Bedenken entsprechen den soldatischen Auffassungen vom ritterlichen Krieg. Hier handelt es sich um die Vernichtung einer Weltanschauung, deshalb billige ich die Maßnahmen und decke sie.“

## Selektionen und Massenerschießungen
Während der erste Teil des Befehls, die Exekution von Politkommissaren sofort nach deren Festnahme, sich unmittelbar an die Angehörigen der Wehrmacht richtete, war der zweite Teil Aufgabe des Sicherheitsdienstes, der allerdings auf die Unterstützung und Zusammenarbeit mit der Wehrmacht angewiesen war.
Für die praktische Umsetzung wies das OKW die Kommandanten der Durchgangs- und Kriegsgefangenenlager an, schon eine grobe Auslese der Gefangenen vorzunehmen, um „sich umgehend von denjenigen Elementen unter den Kr. Gef. zu befreien, die als bolschewistische Triebkräfte anzusehen“ seien. Im Einvernehmen mit dem Chef des Allgemeinen Wehrmachtamtes General Hermann Reinecke und dem Chef der Kriegsgefangenenlager der Wehrmacht Oberst Breyer erließ Reinhard Heydrich den Einsatzbefehl Nr. 8 vom 17. Juli 1941 für das Generalgouvernement und Ostpreußen. In jedem Kriegsgefangenenlager und Durchgangslager sollten die „in politisch, krimineller oder sonstiger Hinsicht untragbare[n] Elemente“ durch ein Kommando von SS- und SD-Mitarbeitern herausgefiltert werden. Ausfindig gemacht werden sollten Funktionäre der Komintern, maßgebende Parteifunktionäre, Volkskommissare, alle ehemaligen Polit-Kommissare der Roten Armee, Intelligenzler, Juden und fanatische Kommunisten sowie „unheilbar Kranke“. Am 21. Juli folgte der Einsatzbefehl Nr. 9, der das Reichsgebiet einbezog, und am 29. Oktober der Einsatzbefehl Nr. 14 für die Einsatzgruppen im besetzten Ostgebiet.
Am meisten bedroht von den Morden waren die Juden. Zumeist sorgten die deutschen Lagerärzte für die Identifizierung der Juden.
Die ausgesonderten Kriegsgefangenen sollten vorübergehend in einem abgetrennten Block des Lagers untergebracht und später zur Liquidierung abtransportiert werden. Laut Befehl des OKH vom 7. Oktober 1941 sollten die Aussonderungen möglichst unauffällig vorgenommen und die Liquidierung ohne Verzug abseits von Durchgangslagern und Ortschaften durchgeführt und den sonstigen Kriegsgefangenen und der Bevölkerung nicht bekannt werden.

## Durchführung

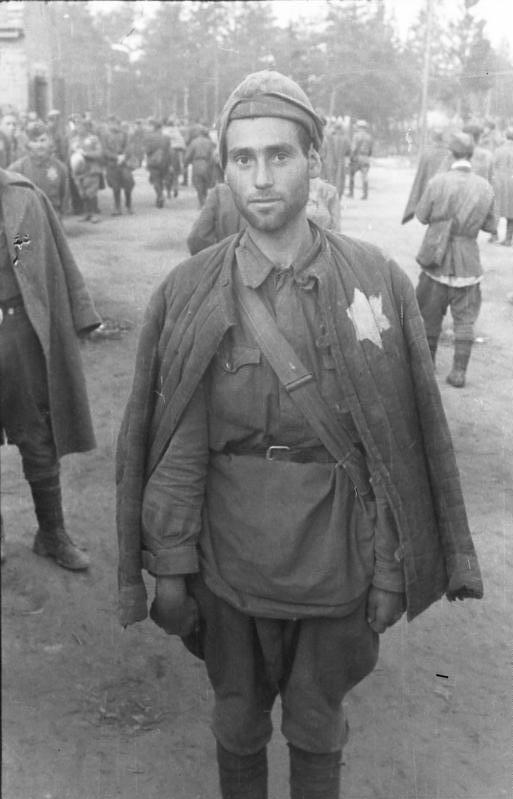
Mit dem „Judenstern“ gekennzeichneter sowjetischer Kriegsgefangener, Propagandaaufnahme 1941

Angehörige der Einsatzkommandos verhörten die als verdächtig eingestuften Gefangenen und dokumentierten deren Einlassungen auf einem Fragebogen. Den Angaben von kollaborierenden sowjetischen „Vertrauensleuten“ sollte nicht vorbehaltlos Glauben geschenkt werden. Gelegentlich – so klagte ein Einsatzgruppenleiter – hätten Lageroffiziere auch Kriegsgefangene zur Aussonderung vorgeschlagen, die sich kleine Vergehen gegen die Lagerdisziplin zuschulden hätten kommen lassen.
Nach einem „Tätigkeitsbericht“ eines Einsatzkommandos aus München wurden binnen neun Wochen aus 3.788 sowjetischen Kriegsgefangenen 456 als „untragbar“ ausgesondert. Auch andere überlieferte Zahlen bestätigen, dass zwischen 12 % und 14 % der Kriegsgefangenen zur Ermordung selektiert wurden.
Zur Geheimhaltung sollten die Exekutionen abgeschirmt in den Konzentrationslagern stattfinden. Schätzungen gehen davon aus, dass dort bis Ende Juli 1942 etwa 38.000 sowjetische Kriegsgefangene ermordet wurden, die zuvor vom Einsatzkommando selektiert worden waren.
Die Anzahl der Kommissare, die schon bei der Gefangennahme an der Front von Angehörigen der Wehrmacht erschossen wurden, beträgt nach einer Schätzung von Christian Streit mehrere Tausend. Diese Zahlenangabe war bis zur 2008 erschienenen Dissertation von Felix Römer umstritten; Römer kann nun in seiner Dissertation speziell zum „Kommissarbefehl“ eine Mindestzahl von „3430 nachweisbaren Exekutionen“ exakt belegen, nennt weiteres Aktenmaterial, das auf die Ermordung von Hunderten weiterer Kommissare hinweist, und schätzt die tatsächliche Zahl der ermordeten Kommissare auf „eine hohe vierstellige Ziffer, die aber wahrscheinlich nicht oder nur knapp fünfstellig war“. Annähernd 80.000 jüdische kriegsgefangene Angehörige der Roten Armee wurden ermordet.

## Widerstand
Beim Nürnberger Prozess gegen die Hauptkriegsverbrecher beschworen einige Kommandeure von Fronttruppen, den Kommissarbefehl weder erhalten noch weitergeleitet zu haben. Da jedoch zahlreiche dienstliche Vollzugsmeldungen erhalten sind, ist die Behauptung widerlegt, der Befehl sei in der Praxis durch die stillschweigende Opposition der Generäle nicht ausgeführt worden; dieses geschah nur in einigen Bereichen.
Mehrfach versuchten Kommandeure von Kriegsgefangenenlagern im Reichsgebiet, die Arbeit der Einsatzgruppen zu behindern. Gut dokumentiert ist der Widerstand des Majors Meinel vom Wehrkreis VII (München), der sich beim OKW förmlich über eine zu „oberflächliche“ Prüfungspraxis beschwerte und 173 von 474 ausgesonderten Kriegsgefangenen zurückhielt. Meinel äußerte die Ansicht, das ganze Verfahren sei „vom soldatischen Standpunkt aus“ nicht zu billigen: „Wenn einmal ein feindlicher Soldat gefangen sei, dann sei er eben gefangen und dürfe nicht so ohne weiteres erschossen werden.“ Auch benötige man dringend jede Arbeitskraft. Überdies müsse man befürchten, dass die Rote Armee Vergeltung an den deutschen Kriegsgefangenen üben werde. Auf dringenden Wunsch des SD wurde Meinel wegen seiner „sonderbaren Einstellung“ Mitte 1942 von seinem Posten abberufen. Ein weiterer bekannter Verweigerer des Befehls war Generalmajor Henning von Tresckow.
Es gibt keinen Fall, wo versucht worden wäre, die Ausführung des Kommissarbefehls zu erzwingen, wenn er nicht befolgt wurde, oder wo versucht worden wäre, seine Nichtbefolgung kriegsgerichtlich zu ahnden. Trotzdem wurde er in der Regel befolgt.

## Einbeziehung der ausländischen Verbündeten
General Antonescu, der nominelle Oberbefehlshaber der „deutsch-rumänischen Heeresfront Rumänien“, selbst fanatischer Antisemit und Antikommunist, wurde über den Kommissarbefehl und den Kriegsgerichtsbarkeitserlass vom Oberbefehlshaber der 11. Armee von Schobert informiert, dessen Richtlinien für die Besatzungspolitik in Transnistria vorsahen, dass politische Kommissare an die Deutschen zu übergeben seien. Die finnische Staatspolizei und die finnischen Streitkräfte überstellten insgesamt fast 2.900 Personen der SS in Kenntnis der Befehlslage. Darunter waren 400 bis 500 Kommunisten und 118 politische Kommissare.

## Aussetzung des Befehls
Trotz der zustimmenden Erklärung von Keitel kam es ab September 1941 immer wieder zu Meldungen aus der Truppe, die die Zweckmäßigkeit und Berechtigung des Befehls bezweifelten. Die Tötung der Politkommissare sei dem Gegner nicht verborgen geblieben, führe zu anhaltendem Widerstand und verhindere eine vorzeitige Kapitulation eingekesselter Gegner. Das OKH bat das OKW mit Schreiben vom 23. September 1941 darum, „die Notwendigkeit der Durchführung des „Kommissar“-Erlasses in der bisherigen Form in Hinblick auf die Entwicklung der Lage zu überprüfen“. Hitler lehnte am 26. September 1941 ab, den Befehl zu ändern. Schließlich zeigten die Einwände aber doch Wirkung. Unter dem 6. Mai 1942 heißt es im Kriegstagebuch des Oberkommandos der Wehrmacht:

„Um die Neigung zum Überlaufen und zur Kapitulation eingeschlossener sowjetischer Truppen zu steigern, befiehlt der Führer, dass den […] Kommissaren und Politruks zunächst versuchsweise in solchen Fällen die Erhaltung ihres Lebens zugesichert werden kann.“

Der Befehl wurde nicht wieder in Kraft gesetzt. Die Morde an jüdischen Kriegsgefangenen im Operationsgebiet gingen aber unverändert weiter. Noch im Juli 1943 erklärte das OKH, dass jüdische Kriegsgefangene nicht nach Westen abgeschoben werden sollen, sondern an die Sicherheitspolizei zu übergeben wären, die diese dann ausnahmslos ermordete. Nicht alle Morde fanden im Operationsgebiet statt. Ein erheblicher Teil wurde in die Lager in den Reichskommissariaten oder im Generalgouvernement abgeschoben und dort ermordet. Auch das Überleben der Politkommissare, die in Aufnahmelagern östlich der Reichsgrenze selektiert wurden, war nicht gesichert. Im KZ Neuengamme wurden im Herbst 1942 etwa 200 sowjetische Politkommissare durch Zyklon B ermordet; Mitte April 1943 wurden noch 59 Politkommissare zur Liquidierung ins KZ Mauthausen geschickt.

## Historiografie und Deutungen
Der Kommissarbefehl war nur einer von mehreren ähnlich lautenden Befehlen, „die im Zeichen des Ausrottungskrieges erlassen und von der Wehrmacht durchgeführt wurden“. Jedoch fand er nach dem Krieg ungleich stärkere Beachtung, womit jedoch der Umfang der „verbrecherischen Befehle“ nicht erfasst wird.
Obwohl spätestens Anfang der achtziger Jahre fundierte Forschungsergebnisse nachwiesen, dass weite Teile des Ostheeres den Kommissarbefehl befolgt hatten, blieb bei manchen Militärhistorikern ein Rest von Unsicherheit; denn die Akten des Ostheeres waren nur stichprobenartig ausgewertet worden.
Der Historiker Dieter Pohl urteilte: „Mit dem Kommissarbefehl übernahm die Wehrmacht aktiv einen Teil der Morde. Aus dem OKH kam die Initiative, nicht nur militärische Kommissare, sondern auch zivile Spitzenfunktionäre in eigener Regie zu töten. Tatsächlich schwächte das OKW diese Zielrichtung jedoch ab ...“  Entgegen mancher Nachkriegslegende sei der Mordbefehl an die meisten Einheiten weitergereicht worden. Pohl konnte in seiner nicht speziell dem „Kommissarbefehl“ gewidmeten Studie zum Vernichtungskrieg aber noch nicht nachweisen, dass dieser Befehl flächendeckend durchgeführt wurde, und ging davon aus, er sei in 50 bis 60 Prozent aller deutschen Divisionen umgesetzt worden.
Felix Römer hat für seine Dissertation die Aktenbestände aller deutschen Frontverbände gesichtet, die während der Geltungsdauer des Kommissarbefehls an der Ostfront eingesetzt waren. Er wies nach, dass „die weit überwiegende Mehrheit der deutschen Frontverbände die Kommissarrichtlinien bereitwillig umgesetzt hat“ und dass Exekutionen bei über 80 Prozent der eingesetzten Divisionen stattgefunden haben. Rund 3.400 Exekutionen sind eindeutig dokumentiert. Zwei Drittel der Erschießungen wurden von den Fronteinheiten durchgeführt, ein Drittel entfiel auf rückwärtige Sicherungskräfte und Gefangenenlager. Weitere Verdachtsfälle und Dunkelziffern lassen auf eine Gesamtopferzahl „im hohen vierstelligen Bereich“ schließen.
Römer kommt zum Urteil, die Vernichtung der Kommissare sei keineswegs nur widerwillig erfolgt, sondern habe „in beträchtlichen Teilen des Ostheeres auch profunde Zustimmung“ gefunden. Diese Zustimmung sei erst nach dem Scheitern des Blitzkriegsplans geschwunden, und die Initiativen der Kommandobehörden zur Aufhebung des Befehls seien rein zweckrational motiviert gewesen.

## Juristische Aufarbeitung

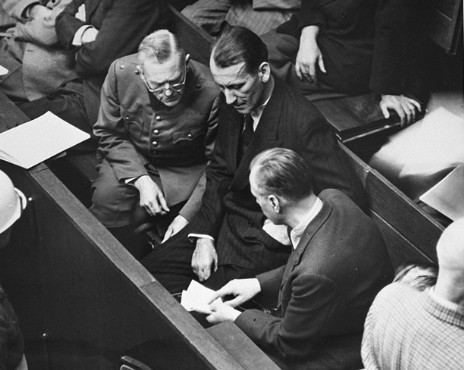
Keitel und Kaltenbrunner beim Nürnberger Prozess

Im Nürnberger Prozess gegen die Hauptkriegsverbrecher wurden Wilhelm Keitel, Alfred Jodl sowie Ernst Kaltenbrunner (Reichssicherheitshauptamt) u. a. wegen dieses Befehls schuldig gesprochen und zum Tode verurteilt. Im OKW-Prozess wurden die ehemaligen Generäle Walter Warlimont und Hermann Reinecke zu lebenslänglichen Haftstrafen verurteilt. Im Prozess Generäle in Südosteuropa wurden die ehemaligen Generäle Ernst von Leyser und Lothar Rendulic zu Haftstrafen verurteilt, weil sie die Ermordung von Kriegsgefangenen durch Befehlsweitergabe befohlen hatten, wobei für den Kommandobereich von Rendulic strafmildernd keine Tötungen nachgewiesen werden konnten.